# Somebody's Crying
Somebody's Crying è un singolo del musicista statunitense Chris Isaak, pubblicato nel 1995 ed estratto dall'album Forever Blue.

## Video
Il videoclip della canzone è stato diretto da Bill Pope. Esso vede le partecipazioni degli attori Jennifer Rubin, Jenna Elfman, Zen Gesner e Chris Penn.
Il video ha ricevuto nel 1995 la candidatura agli MTV Video Music Awards nella categoria Best Male Video.

## Tracce
- CD

1. Somebody's Crying
2. Changed Your Mind